# Tyrannochthonius assimilis
Tyrannochthonius assimilis är en spindeldjursart som beskrevs av Hong och T. H. Kim 1993. Tyrannochthonius assimilis ingår i släktet Tyrannochthonius och familjen käkklokrypare. Inga underarter finns listade i Catalogue of Life.